# Patrick Dimon
{{Info/Música/artista
| nome = Patrick Dimon
| imagem = 
| legenda = Patrick Dimon durante uma apresentação
| fundo = grupo_ou_banda
| Nome Completo = Konstantynos Kazakos
| origem = Ilha de Samos
| país =  Grécia  Brasil
| nascimento = 1946 (78 anos) 
|= {{nowrap|{{|||||||lang=br}}}}
| atividade = 1969-atualmente
| ocupação = compositor, cantor
| instrumento = 
| gênero = Pop romântico
| gravadora = RGE/Young, Sony Polydisc
| afiliações = 
| website = https://www.facebook.com/PatrickDimonOficial/
}}
Konstantynos Kazakos (Ilha de Samos), artisticamente conhecido por Patrick Dimon, é um cantor e compositor grego, radicado no Brasil.

## Biografia
Naturalizado brasileiro, iniciou sua carreira ainda criança, ao cantar músicas sacras em igrejas ortodoxas em sua terra natal, na ilha de Samos, mesmo local onde nasceu o filósofo e matemático Pitágoras e o astrônomo Aristarco. Seu pai era representante consular e viajava frequentemente, sendo um desses destinos alguns países da América Latina, entre eles o Brasil.
Sua primeira gravação ocorreu em 1969, um compacto simples (vinil) lançado pela ODEON, contendo a musica “Las Amorosas”, na Argentina, em espanhol. Interpreta canções em oito idiomas: grego, espanhol, português, inglês, francês, italiano, hebraico e armênio.
A música mais conhecida em sua carreira é Pigeon Without a Dove, uma adaptação de uma ária do clássico O Guarani de Carlos Gomes. A música foi tema da novela Pai Herói, da TV Globo, em 1979. Outra canção de destaque é "Eternal Love", da novela Os ricos também choram, no SBT. Ganhou os discos de ouro, platina e diamante pela vendagem de discos.

## Discografia
1979 - Patrick Dimon - (Compacto) -  RGE/Young
Faixas:
- 1.Pigeon without a dove (Adaptação da Protofonia de O Guarani de Carlos Gomes)
- 2.To reach your love  (Lei, lei non sa che io l´amo)

1980 - Patrick Dimon - RGE/Young 
Faixas:
- 01. She's A Lady
- 02. Moments Of Love (Mattinata)
- 03. Sweet Joys Of My Life
- 04. Symphony
- 05. Love Grows (Where My Rosemary Goes)
- 06. Annie's Song
- 07. Love Is Everywhere
- 08. My Love Is Grand (Un Amore Cosi' Grande)
- 09. Saudade
- 10. Come Prima
- 11. Pigeon Without A Dove

1997 -  20 Super Sucessos - Special Italiano - Sony Polydisc 
Faixas:
- 01. Ancora Con Te (Outra Vez)
- 02. Il Mondo
- 03. A Casa D'Irene
- 04. Sapore Di Sale
- 05. Tanta Voglia De Lei
- 06. Tanto Cara
- 07. Roberta
- 08. L'Amore Se Ne Va
- 09. Ciao Amore Ciao
- 10. Champagne
- 11. Zingara
- 12. Al Di La
- 13. Che Sara
- 14. Mon Pensare A Me
- 15. Io Te Daro Di Piu
- 16. Volare (Nel Blue Dipinto Di Blu)
- 17. Amore Scusami
- 18. Io Che Non Vivo (Senza Te)
- 19. Tornero
- 20. Dio Come Ti Amo

* 2008 -  20 Super Sucessos - En Español - Sony Polydisc, 
Faixas:
- 1. Aquelos ojos verdes
- 2. Ansiedad
- 3. Ay, cosita linda
- 4. El bodeguero
- 5. Cachito
- 6. Fantastico
- 7. Capullito de Aleli
- 8. Solamente una vez
- 9. Maria bonita
- 10. Perfídia
- 11. Quizás, Quizás, Quizás
- 12. Tres palabras
- 13. Ninguem me ama
- 14. Angustia
- 15. Besame mucho
- 16. Cielito lindo
- 17. Quiereme mucho
- 18. Noche de ronda
- 19. Adelita
- 20. Maria Elena